# Piotr Szybilski
Piotr Szybilski (Varsavia, 2 maggio 1973) è un ex cestista polacco.

## Carriera
Con la Polonia ha disputato i Campionati europei del 1997.